# Периньяно
Ле-Казине-Периньяно-Спинелли, Периньяно (итал. Le Casine-Perignano-Spinelli, Perignano) — фракция разрозненной итальянской коммуны Кашана-Терме-Лари в провинции Пиза области Тоскана.

## География
Периньяно находится примерно в 30 км от Пизы и в 5 км от Лари. Посёлок расположен на высоте 23 м над уровнем моря.

## История
Местность римского происхождения (лат. Perenius). В Средние века Периньяно был независимым муниципалитетом, состоящим в основном из двух оживленных деревушек: Сант-Андреа и Сант-Лючия. Пизанцы, которые контролировали эту территорию в течение длительного времени, следили за строительством и обслуживанием густой сети каналов, которые обеспечили средневековой экономике Периньяно определённое развитие.
В 1370 году пизанцы построили здесь укрепления против Флоренции, которые были разрушены последней в 1389 году. С приходом флорентийского господства территория Периньяно стала покидаться, а сельское хозяйство уступило место овцеводству.
В XV веке население Периньяно было вынуждено покинуть территорию и перебраться в основном в более безопасный холмистый район Лари, где коммуна продолжала регулярно собираться.
В XVIII веке, с прибытием из Вены Габсбургов и новых аристократических семей (например, Папасогли, греческого происхождения), экономика восстановилась.
Важным событием в истории Периньяно стало строительство в XIX веке дороги Флоренция—Ливорно, о которой мечтали лотарингские правители. Так началось строительство нынешнего посёлка, расположенного южнее, чем старый главный город, Санта-Лючия.

## Памятники и достопримечательности

### Религиозная архитектура
- Церковь Санта-Лючия, приходская церковь Периньяно
- Ораторий Санта-Лючия[итал.], остатки которого сохранились
- Церковь Христа-Царя, в местечке Кватро Страде

### Гражданская архитектура
- Вилла Санминиателли
- Мемориальный камень утраченной приходской церкви Трианы

### Военная архитектура
- Замок Периньяно, его остатки сохранились

## Общество

### Традиции и фольклор
В Периньяно в сентябре проводится Palio delle Contrade di Perignano, древняя историческая реконструкция. Фестиваль проводится ежегодно, в течение двух дней подряд в сентябре, начиная с 1985 года. Шесть районов посёлка (Казачча, Кастелло, Кватро-Страде, Спинелли, Тре Вие и Виале) соревнуются в завоевании престижной золотой медали в нескольких гонках, в том числе за лучший парад и за лучшую фигуру.
Выбранное жюри присваивает оценку в соответствии с интерпретацией, которую каждый район может дать с помощью изысканной одежды и тщательного сохранения средневекового очарования. Ещё один элемент, который оценивается, — это соответствие древних обычаев историческому периоду, а также зрелищность костюмов, предметов и представления.
На следующий день после Palio delle Contrade страна продолжает праздник с Palio della Libra, очень своеобразной полосой препятствий. Это игра, в которой команды должны пронести за 2 минуты мешок весом два фунта, наполненный пшеницей или мукой, на вершину замка на центральной площади города, где должны положить мешок на весы замка.
Это событие возникло в 1985 году по случаю столетия строительства церкви Санта-Лючия. Его организатором является Периньянская ассоциация культурной и фольклорной деятельности.

## Антропогеография
Традиционно посёлок делится на шесть районов, включающих в себя не только Периньяно, но и три соседних поселения — Казине-ди-Периньяно, Кватро-Страде и Спинелли:
- Казачча
- Кастелло
- Кватро-Страде
- Спинелли
- Тре Вие
- Виале (включает в себя районы Фаджиолая, Пари и Томайола)

## Экономика
Периньяно известен своими мебельными фабриками и мебельными салонами, настолько, что получил прозвище «города мебели», процветающего также в соседнем Понсакко. Все мебельные магазины сосредоточены на главной улице и предлагают в общей сложности более 100 000 м2 выставочных площадей.

## Спорт
Главной футбольной командой города является Fratres Perignano 2019, которая играет в чемпионате Eccellenza Toscana Gir.A. Также есть баскетбольный клуб, Asd Perignano.
Периньяно также дважды был пунктом назначения этапов Джиро Донне, на этих этапах первыми финишировали:
- 1995:  Петра Росснер
- 1996:  Теа Викстедт-Ныман[англ.]

## Демография
На момент переписи 2001 года население посёлка составляло 2404 человека.
По оценке 2011 года население поселка составляло 3263 человека.